# راز بزرگ (کتاب مترلینک)
راز بزرگ نام یک کتاب ادبی است که توسط موریس مترلینک، نویسندهٔ اهل بلژیک نوشته شده‌است.